# Ahuatepec Ejido
Ahuatepec Ejido är en ort i Mexiko.   Den ligger i kommunen Tlapa de Comonfort och delstaten Guerrero, i den sydöstra delen av landet, 220 km söder om huvudstaden Mexico City. Ahuatepec Ejido ligger 1 072 meter över havet och antalet invånare är 693.
Terrängen runt Ahuatepec Ejido är huvudsakligen kuperad. Ahuatepec Ejido ligger nere i en dal. Runt Ahuatepec Ejido är det ganska tätbefolkat, med 86 invånare per kvadratkilometer. Närmaste större samhälle är Tlapa de Comonfort, 2,4 km öster om Ahuatepec Ejido. I omgivningarna runt Ahuatepec Ejido växer huvudsakligen savannskog.